# Manuscritos maçônicos

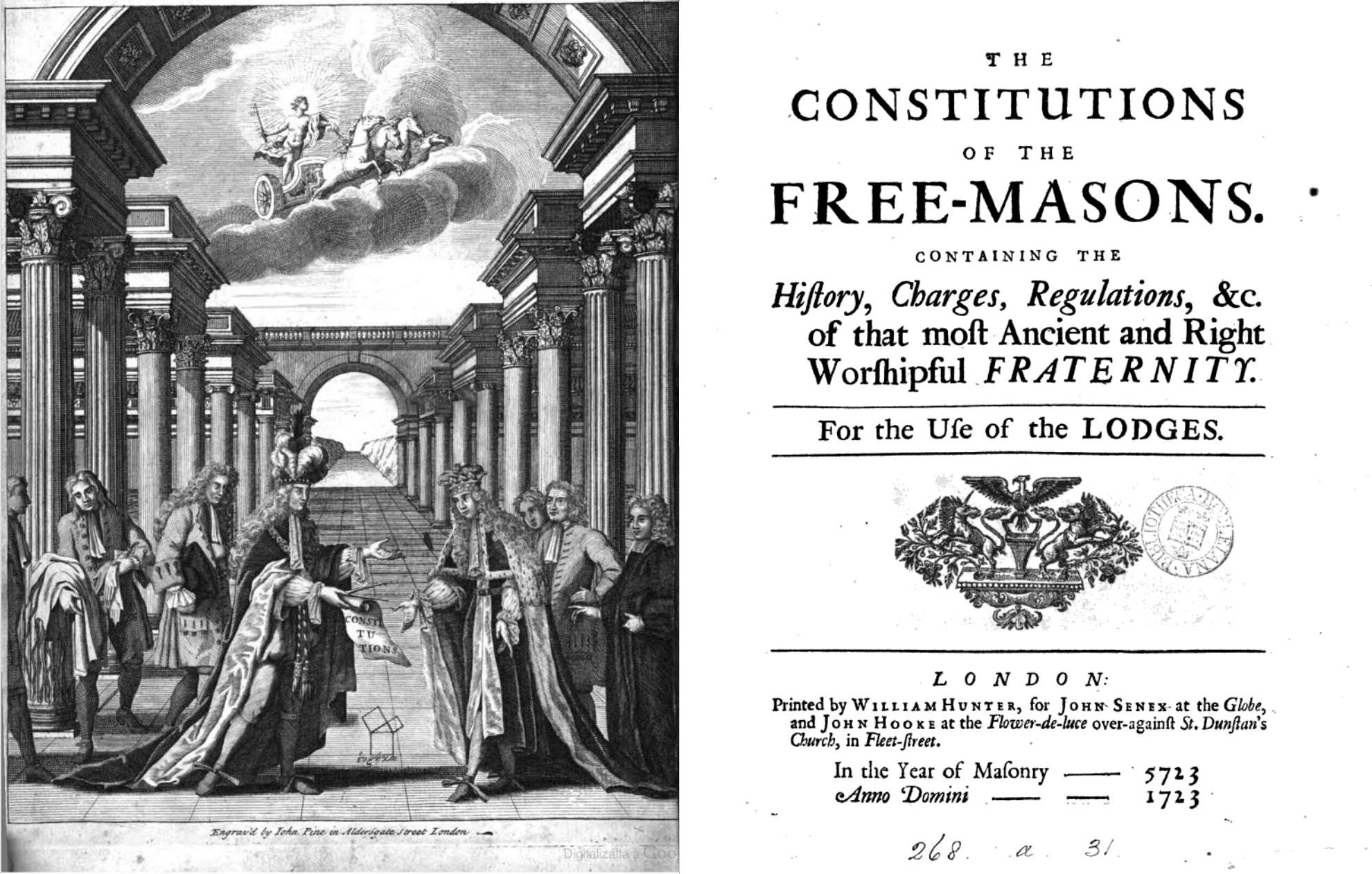
Constituição de Anderson - 1723.

Há um grande número de manuscritos maçônicos que são historicamente importantes no desenvolvimento da Maçonaria. Os mais numerosos são as Old Charges (ou Antigos Deveres) e Constituições. Esses documentos esboçavam uma história da Maçonaria, traçando suas origens a uma raiz bíblica ou clássica, seguida por regulamentações da organização e as responsabilidades de seus diferentes graus. Os textos mais raros são antigas cópias manuscritas do ritual, que oferecem um limitado entendimento dos primeiros ritos maçônicos. Por fim, as atas das primeiras lojas e Grandes Lojas, que permitem um vislumbre das personalidades e eventos que moldaram a Maçonaria em seus primórdios.
Outros documentos antigos estão inclusos neste artigo. O Pergaminho de Kirkwall é um rolo de linho pintada à mão, provavelmente utilizado como tapeçaria, agora aos cuidados de uma loja nas Órcades, o qual tem sido objeto de controvérsias. Documentos operativos iniciais e as constituições impressas posteriormente são brevemente comentados.

## Old Charges
Os Old Charges das lojas maçônicas eram documentos que descreviam os deveres dos membros, parte dos quais todo maçom tinha que jurar em sua admissão. Por essa razão, toda loja tinha uma cópia de suas obrigações, ocasionalmente escritas no começo do livro de atas, mas normalmente o tinham separado como um pergaminho manuscrito. Com o surgimento das Grandes Lojas, foram amplamente substituídos por constituições impressas, mas a Grande Loja de Toda Inglaterra em Iorque  e algumas lojas que permaneceram independentes na Escócia e na Irlanda mantiveram as obrigações manuscritas assim como suas autoridades em se reunirem como lojas. O Rev. Adolphus Frederick Alexander Woodford, William James Hughan, George William Speth e Robert Freke Gould, todos fundadores da Loja Quatuor Coronati, e o Dr. Wilhelm Begemann, um alemão maçom, produziram trabalhos publicados na segunda metade do século XIX, coletando, catalogando e classificando o material disponível. Desde então, alémda ocasional redescoberta de outro documento antigo, pouco tem sido feito para atualizar o assunto.
O mais antigo, o poema Regius, é ímpar por ser escrito em verso. O restante, dos quais centenas sobreviveram, geralmente têm uma estrutura dividida em três partes. Começam com uma prece, invocação de Deus, ou uma declaração geral. Então segue pela história do ofício e como ele chegou às Ilhas Britânicas, geralmente culminando em uma reunião de maçons durante o reinado do Rei Etelstano. A última parte consiste nas obrigações ou regulamentos da loja, e do ofício da maçonaria em geral, os quais os membros são obrigados a preservar.

### Evolução da Lenda de Iorque
Os primeiros documentos maçônicos são aqueles de seus primeiros empregadores, a igreja e o estado. Os primeiros nos quais os maçons alegam que seus ancestrais diretos narram a auto-organização de maçons como uma fraternidade com responsabilidades mútuas. Do reinado de Henrique VI ao Período Elisabetano, durante cerca de um século e meio, documentos sobreviventes mostram a evolução de uma lenda da Maçonaria, começando antes da enchente e culminando no restabelecimento do ofício da maçonaria em Iorque durante o reinado do Rei Etelstano.

#### O Manuscrito de Halliwell (ou Poema Regius)
O Manuscrito de Halliwell, também conhecido como o Poema Regius, é o primeiro dos Old Charges. Ele consiste em 64 páginas de papel velino escritas em dísticos rimados em Inglês médio. Nisso, ele se difere da prosa de todos os outros charges. A poesia começa descrevendo como Euclides de Alexandria simulou a geometria e a chamou de maçonaria, para o emprego de filhos da nobreza no Antigo Egito. Então ele reconta a divulgação da arte da geometria em terras diversas. O documento relata como o ofício da maçonaria foi levado para a Inglaterra durante o reinado do Rei Etelstano (924 a 939). Conta como todos os maçons da terra vieram ao Rei por direcionamento a respeito de sua própria boa governança e como, junto com a nobreza e a aristocracia rural, forjaram os quinze artigos e quinze tópicos de suas regras. Seguem quinze artigos que diziam respeito tanto ao comportamento moral (não saquear os portos, não aceitar subornos, ir à igreja regularmente etc.) quanto ao trabalho em um canteiro de obras (não realizar seu trabalho de maçom à noite, ensinar os aprendizes de forma adequada, não aceitar trabalhos que você não possa realizar etc.). Há quinze tópicos para artesãos que seguem um padrão semelhante. Avisos de punição para aqueles que quebrarem os decretos são seguidos por provisões de assembleias anuais. Então segue pela lenda dos Quatro Mártires Coroados, uma série de aforismos morais, finalizando com uma benção.
As origens do Regius são obscuras. O manuscrito foi registrado em vários inventários pessoais conforme passava de mão em mão até que chegou à posse da Biblioteca Real, a qual o doou para o Museu Britânico em 1757 pelo Rei Jorge II para formar o núcleo da presente Biblioteca Britânica. Veio à atenção da Maçonaria muito tempo depois, devido ao bibliotecário David Casley, que descreveu o documento como um poema de deveres morais quando ele o catalogou em 1734. Foi na sessão 1838-39 da Royal Society que James Halliwell, que não era maçom, emitiu um artigo sobre The Early History of Freemasonry in England (A História Inicial da Maçonaria na Inglaterra), baseado no Regius, que foi publicado em 1840. O manuscrito datava de 1390, e amparada por tais autoridades como Woodford e Hughan, a datação de Edward Bond (o curador de manuscritos do Museu Britâncio) em cinquenta anos mais tarde foi amplamente afastada. Hughan também mencionou que foi, provavelmente, escrito por um padre. 
Análises modernas confirmaram a datação de Bond para o segundo quarto do século XV, e apontou sua composição como tendo sido feita na região de Shropshire. Essa data leva à hipótese que a composição do documento, e especialmente sua narrativa de uma autoridade real para assembleias anuais, visava contrariar o estatuto de 1425 que bania tais assembleias

#### O Manuscrito de Matthew Cooke
O Manuscrito de Matthew Cooke é o segundo documento mais antigo das Old Charges ou “Constituições Góticas da Maçonaria, e o mais antigo a ser escrito em prosa. Contém algumas repetições, mas comparado ao Regius há também muito material novo, muito do qual é repetido em outras constituições. Após uma prece de ação de graças de abertura, o texto enumera as Sete Artes Liberais, dando prioridade à geometria, a qual é equiparada à maçonaria. Então segue o conto dos filhos de Lameque, expandido a partir do Livro do Gênesis. Jabal descobriu a geometria e tornou-se o Maçom Mestre de Caim. Jubal descobriu a música, Tubalcaim descobriu a metalurgia e a arte da forja, enquanto que sua irmã Naamá descobriu a tecelagem. Descobrindo que a Terra seria destruída pelo fogo ou pela enchente, eles inscreveram todos os seus conhecimentos em duas colunas de pedra, uma que seria resistente ao fogo e outra que não afundaria. Gerações após o dilúvio, ambos as colunas foram descobertas, uma por Pitágoras e a outra pelo filósofo Hermes Trismegisto. As sete ciências foram então transmitidas através de Nimrod, o arquiteto da Torre de Babel, para Abraão, que as ensinou aos egípcios, incluindo Euclides, que em troca ensinou a maçonaria aos filhos da nobreza como uma disciplina instrutiva. O ofício é então ensinado aos filhos de Israel, e do Templo de Salomão seguiu seu caminho para a França, e para a Inglaterra de Santo Albano. Etelstano é agora um de uma linhagem de reis que apoiaram ativamente a maçonaria. Seu filho mais novo, não nomeado no texto, é introduzido pela primeira vez como líder e mentor dos maçons. Seguem, então, nove artigos e nove tópicos e o documento termina de maneira similar ao Regius. 
Diferente da maioria das antigas constituições, que eram escritas em bobinas, o manuscrito de Crooke foi escritas em folhas de papel velino, com 112mm de altura por 86mm de largura encadernadas em um livro, ainda mantendo sua capa original em carvalho. O manuscrito foi publicado por R. Spencer, em Londres, em 1861 e foi editado pelo Sr. Matthew Cooke - por isso o nome dado ao documento. No catálogo do Museu Britânico ele está listado como Additional M.S. 23,198, e é atualmente datado em 1450 aproximadamente, embora tenha sido originalmente datado após 1482 devido a erros na transcrição feita por Cooke. Na linha 140, onde se lê And in policronico a cronycle p'yned, Cooke traduziu a última palavra como printed (“impresso”), fazendo com que Hughan o datasse em 1482 após a impressão do Polychronicon de Ranulf Higden por William Caxton. Posteriormente, a retradução como proved (“provado”) justificou a nova datação. Erros óbvios de copistas indicam que o documento é uma cópia, e a repetição de parte das histórias de Euclides e Etelstano parece indicar duas fontes de informação. Speth postulou em 1890 que essas fontes eram muito mais antigas que o manuscrito, uma visão que permaneceu incontestável por mais de um século. 
Análises recentes do Inglês médio utilizado no documento o datam no mesmo período do original, por volta de 1450, implicando que a fonte ou fontes da qual foi copiado eram quase contemporâneas a Cooke, e contemporâneas, ou feitas muito pouco tempo depois que o poema Regius. Ele foi provavelmente composto nas Midlands Ocidentais, próximo à origem do poema Regius, em Shropshire. O historiador Andrew Prescott vê tanto os manuscritos Regus e Cooke como parte de uma luta de maçons medievais para determinar seu próprio salário, particularmente após o estatuto de 1425 que baniu as assembleias de maçons. Os maçons procuraram mostrar que suas assembleias tinham aprovação real, e acrescentaram o detalhe de que o próprio filho do Rei havia se tornado um maçom.
James Anderson tinha acesso ao manuscrito de Cooke quando ele produziu suas Constituições de 1723. Ele cita as últimas sessenta linhas em uma nota de rodapé para sua descrição da assembleia de Iorque. O manuscrito Woodford, que é uma cópia do de Cooke, tem uma nota explicando que isso foi feito em 1728 pelo Grande Secretário da Primeira Grande Loja da Inglaterra William Reid para William Cowper, Secretário dos Parlamentos, quem também havia sido Grande Secretário.

#### Manuscrito de Dowland
O Manuscrito de Dowland foi impresso pela primeira vez na Gentleman's Magazine em 1815. O contribuidor James Dowland escreveu “Para a satisfação de seus leitores, vos envio um curioso texto a respeito da Maçonaria que não há muito tempo chegou à minha posse. Ele foi escrito em um longo rolo de pergaminho, em uma caligrafia muito clara, aparentemente do século XVII, e provavelmente foi copiado de um manuscrito de data anterior.” Esta data anterior é ainda estimada em torno de 1550, tornando o manuscrito de Dowland a segunda mais antiga constituição em prosa conhecida. Os salários mencionados no texto coincidem com outros manuscritos conhecidos por serem originados na segunda metade do século XVI. Infelizmente, o original está agora perdido. 
A história é similar à história do manuscrito de Cooke. Neste caso somos informados que os primeiros deveres morais começaram da instrução de Euclides para os filhos dos Senhores Egípcios. O Maçom Mestre na construção do Templo de Salomão é um filho de Hiram, rei de Tiro, chamado Avnon. Novamente a maçonaria difunde-se a partir do Templo entra para a Inglaterra de Santo Albano pela França. A ciência sofre nas guerras seguindo a morte de Albano, mas é restaurada sob o governo do Rei Etelstano. Seu filho, agora nomeado como “Eduíno”, é o geômetra especialista que obtém o alvará de seu pai para uma assembleia anual de maçons, que deverá ser “renovado de Rei a Rei”. A assembleia de Eduíno é pela primeira vez identificada como tendo ocorrida em Iorque. Os artigos e tópicos são agora substituídos por uma série de deveres na forma de juramento.
O aparecimento de Iorque, e a aparência mais moderna dos deveres após um século de silêncio nos registros documentais, foram ligados por Prescott à política governamental na segunda metade do século XVI, a qual permitiu aumento de salário para os maçons de Londres durante a tentativa de controle salarial rígido no Norte da Inglaterra. 

#### Grande Loja Nº 1
Esse manuscrito inexplicavelmente aparece nas Old Charges de Hughan com a data de 1632, o que Speth, o editor seguinte, à terrível caligrafia do Rev. Woodford, colaborador de Hughan. É o primeiro dos charges a ter uma data, que é discernível como sendo 25 de Dezembro de 1583. O documento é na forma de um rolo de pergaminho com 2,74 metros de comprimento por 12,7 centímetros de largura, sendo feito em quatro partes coladas nas extremidades. A Grande Loja Unida da Inglaterra o adquiriu em 1839por vinte e cinco libras de uma Srta. Sidall,  bisneta da segunda esposa de Thomas Dunckerley. A caligrafia é compatível com a data de 1583, embora a linguagem seja mais antiga, levando Henry Jenner a propor que fora copiado de um original um século mais velho. O conteúdo da Grande Loja nº 1 conta a mesma história que o manuscrito de Dowland com pequenas mudanças. Novamente, os deveres tomam a forma de um juramento sobre um livro sagrado. 

### Manuscritos Posteriores
Neste ponto, os Old Charges atingiram um formato padrão. O que se tornou conhecido como a Lenda de Iorque surgiu na forma do que seria a obra de William Preston, reimpresso até metade do século XIX. A exigência para que cada nova admissão fosse jurada pelos Old Charges sobre a Bíblia agora significava que cada loja deveria possuir uma cópia, e mais de uma centena sobreviveu do século XVII até o período do século XVIII em que caiu em desuso. Descrevê-los todos está além do alcance de um único artigo, e desnecessário já que as diferenças estão somente nos detalhes, tais como ocasionais tentativas desajeitadas de tratar da ausência de Eduíno, filho de Etelstano, de qualquer registro histórico. Diferenças também ocorriam nas especificações dos charges e a maneira de prestar o juramento. Muitos poucos manuscrito tinham uma sessão separada para aprendizes. Fampilias de documentos foram identificadas, e dois sistemas de classificação existem. Alguns documentos merecem atenção especial.

#### Lansdowne
Esse documento foi adquirido pelo Governo Britânico como parte de uma coleção acumulada por William Petty.  Ele estava empacotado com documentos de William Cecil, 1º Barão de Burghley, um político Elisabetano proeminente que morreu em 1598, e assumia-se que era do mesmo período. Análises da caligrafia o identificam como sendo de cem anos depois, e documentos posteriores foram encontrados no pacote de Cecil. Lansdowne é frequentemente citado como um documento Elisabetano.

#### Iorque Nº 4
O grupo de maçons que se intitulava A Grande Loja de Toda Inglaterra Encontrando-se Desde Temos Imemoriais na Cidade de Iorque continuavam a expedir constituições escritas às lojas até o último quarto do século XVIII. Sobreviveram os manuscritos de Iorque números 1, 2, 4 e 5, o manuscrito Hope, e o manuscrito Scarborough. Destes, o Iorque nº 4 tem sido alvo de controvérsias desde que foi pela primeira vez impresso. Ele é datado de 1693, e foi o primeiro dos Old Charges encontrado a ter uma sessão separada com juramentos específicos para Aprendizes. A controvérsia foi causada pelo curto parágrafo descrevendo como o juramento deveria ser prestado. “Um dos mais velhos toma o Livro / e então ele ou ela que se tornará maçom / deverá colocar sua mão em cima / e o juramento realizado”. Woodford e Hughan não tinham problemas com essa leitura, acreditando que essa era uma cópia de um documento muito mais antigo, e entendendo que mulheres eram admitidas às guildas de seus falecidos maridos se elas fossem capazes de seguir em seu ofício. Outros escritores, começando pelo contemporâneo de Hughan, David Murray Lyon, Grande Secretário da Grande Loja da Escócia, insistiam que “ela” era um erro de tradução ou transcrição para “ele”. Hughan falhou em apontar que as quatro linhas em questão eram escritas por uma caligrafia idônea, com letras duas vezes maiores que o texto em volta, mas retrucou Lyon que os deveres do Aprendiz nos manuscritos Iorque nº 4, Harleian MS 1942 e Hope descreviam os deveres do aprendiz para com o seu mestre “ou sua Senhora”. A opinião moderna se parece resignada em deixar o Manuscrito de Iorque nº 4 mantido como um paradoxo. 

#### Melrose Nº 2
A Loja de Melrose ignorou com sucesso a Grande Loja da Escócia por um século e meio, finalmente se associando a ela em 1891 como a Loja de Melrose São João nº 1 bis. A constituição original se perdeu, mas uma cópia foi feita em 1674 por Andrew Main. Ele anexou uma cópia de um certificado emitido a um Aprendiz por “seu Mestre Maçom livre, no ano 1581 de nosso Senhor, e no ano 22 do reinado de nossa Soberana Senhora Elizabeth”. Duas outras constituições escocesas, a de Kilwinning e a de Aberdeen, declaram que maçons são vassalos do Rei da Inglaterra. Isso sugere uma origem inglesa a pelo menos alguns dos Old Charges escoceses.

## Rituais
Enquanto que mais de cem manuscritos de constituições existem, documentos detalhando rituais reais são muito mais raros. O mais antigo, datando de 1696, é o manuscrito da Edinburgh Register House, que dá instrução e uma certa quantidade de ritual para o Aprendiz Iniciante e o Companheiro Artesão. O Manuscrito da Trinity College, da Irlanda aproximadamente uma década depois, aborda substancialmente, e contém sua versão da Palavra Maçônica. O Manuscrito de Graham, de cerca de 1725, dá uma versão da lenda do terceiro grau em desacordo com o que agora é transmitido para os mestres maçons, envolvendo Noé ao invés de Hiram Abiff.

### Manuscrito da Edinburgh Register House
Presume-se ser de uma loja de maçons operativos, esse documento contém muitos aspectos do ritual especulativo, aclamado como o ritual maçônico mais antigo do mundo, o manuscrito da Edinburgh Register House de 1696 começa com uma instrução para comprovar que uma pessoa que tem a palavra é realmente um maçom. Entre outras coisas, a pessoa que buscava ingressar deveria nomear a loja como Kilwinning, atribuindo a origem do manuscrito à Loja Mãe Kilwinning em Ayrshire. A primeira loja é atribuída à varanda do Templo de Salomão, e a forma da loja esboçado em uma sessão de perguntas e respostas, sendo as respostas geralmente dadas de forma altamente alegórica. É esperado que um companheiro artesão saiba e explique os cinco pontos do companheirismo. A segunda metade do documento descreve parte do ritual de iniciação comp a forma de dar a palavra maçônica.

### Trinity College
Outros manuscritos da Escócia e da Irlanda mostram rituais que confirmam o texto do manuscrito da Edinburgh Register House. Eles diferem principalmente em dar a Palavra Maçônica como a primeira parte do texto, seguida pela instrução do primeiro e do segundo grau na forma de perguntas e respostas. Estes incluem os manuscritos de Chetwode Crawley, de Kevan, e do Trinity College. No texto da universidade de Trinity (Dublin, Irlanda) a Palavra aparece escrita, e parece ser parte do grau de Mestre.